# Foje
«Foje» — культовий литовський рок-гурт (1983-1997).  Виконував пісні литовською мовою.

## Історія
Створений 1983, у часи радянської окупації, трьома однокласниками вільнюської середньої школи № 18 — це росіянин Андрюс Мамонтовас (Andrius Mamontovas, вокал), литовець Арнольдас Лукошюс (Arnoldas Lukošius, клавішні) та білорус Даріус Тарасевичус (Darius Tarasevičius, бас-гітара). Не зважаючи на істотну русифікацію та полонізацію Вільнюса, молодики чітко визначилися: вони винятково литовськомовний гурт. Колектив отримав назву «Sunki Muzika».
Пісні писав Мамантовас — він же став і вокалістом. Почавши з невеликих виступів на шкільних та студентських вечірках, 1984 стали лауреатами фестивалю ВІА середніх шкіл Вільнюса та зробили аматорські записи перших пісень. Тоді ж гурт змінює свою назву на «Foje».
Пісні колективу з сумними, романтичними текстами та музикою нової хвилі (new wave) вигідно вирізнялись у час, коли наймоднішим був стиль хеві-метал. Після закінчення школи 1985, учасники залишилися без репетиційної бази і подальших планів на майбутнє. Вони вирішили розійтись. Від цього кроку їх утримало запрошення від організаторів фестивалю «Літуаніка-86». Самобутність пісень та яскрава індивідуальність Мамонтоваса привернули до гурту увагу преси. Тоді ж їм посміхнулась доля: запропонували зйомки у першому литовському музичному фільмі «Щось трапилось» («Kažkas atsitiko»); також вони записалися у телепрограмі Молодіжні ритми. Найкращі пісні Мамонтоваса того часу - «Світло багаття» та «Бережи дитинство». Вони стали гімном покоління, яке зростало в епоху застою у атмосфері обмана та пустих лозунгів..
На початку 1990-их гурт «Foje» став одним з найуспішніших та найвпливовіших в країні. Загалом видано більше десяти студійних альбомів, а також англомовний міні-альбом «The Flowing River».
За роки існування склад гурту постійно змінювався. Єдиний незмінний учасник колективу Андрюс Мамонтовас — фронтмен, аранжувальник та автор усіх пісень гурту. До певної міри гурт «Foje» - це сольний проект Мамонтоваса, в якому грають запрошені музиканти. Два інших засновники гурту: Даріуш Тарасевичус та Арнольдас Лукошюс — зробили успішну журналістську кар'єру: редагують популярні часописи.

## Стиль гурту
Інтелігентний рок-гурт із професійним аранжуванням, інструментальним багатством, яке використовується із гарним смаком. У стилістиці вгадуються впливи англійського року 1970-тих, у певних треках — звучання "ленінградського року" СРСР і, безумовно, «New Wave» (очевидно, «Thompson Twins» та «Madonna»). Скромні вокальні здібності самого Мамонтоваса не псують загального враження від звучання гурту, навіть додають йому несподіваного шарму.

## Кредо гурту
«Foje» має впізнавані тексти філософського, переважно песимістичного змісту. Цитати із пісень гурту поширені у повсякденному мовленні, це частина молодіжної мас-культури сучасної Литви.
Окреме значення для покоління 1990-х має альбом «Під водою» («Vandenyje»), більшість пісень з якого стали культовими для молодих литовців, багато з яких йшла у «внутрішню еміграцію».
Гурту «Foje» властиві інтертекстуальні зв'язки із народними віруваннями литовців, їхнім глибоко романтичним, але песимістичним світоглядом. В атмосфері економічної стагнації та масової еміграції литовців до країн Європи, творчість гурту стала камертоном нездійснених мрій молодих литовців, які чекали своєрідного чуда після відновлення державної незалежності своєї країни.
Своєрідний ефект має російське походження фронтмена гурту Мамонтоваса (власне — це Андрій Мамонтов). Табуйований та демонізований образ «колективного росіянина», який приніс Литві окупацію та страждання, має в його особі подобу катарсису: «росіянин» розповів про Литву та потайні литовські чуття набагато глибше і ясніше, ніж це робили до нього корінні литовці.

## Фінал гурту
1997 Мамонтовас розпускає колектив, оскільки вважав, що гурт сказав усе, що міг. Вирішено дати прощальні концерти у найбільших містах Литви — Клайпеді, Каунасі та Вільнюсі. Загальна аудиторія концертів сягнула 60 000 людей  — це абсолютний рекорд для Литви. Заключний концерт відбувся 17 травня, 1997 року у столиці, у міському парку (Vingio parkas) під тривале скандування «Acio!»  — «Дякуємо!». За два роки - за мотивами прощальних виступів - виходить концертний альбом Vilnius Kaunas Klaipėda.
Андрюс Мамонтовас розпочав успішну сольну кар'єру. У його концертному гурті грає колишній клавішник гурту Арнольдас Лукошис. Як правило, на своїх концертах він виконує пісні з репертуару Foje.

## Спадщина
2000 серед медіа-експертів Литви проводилось опитування, за яким складався список найкращих литовських пісень 20 століття. Дві пісні гурту - Laužo šviesa ("Світло багаття") (1989) та Meilės nebus per daug ("Кохання ніколи не буде досить") (1994) потрапили до топ-20 цього списку.

## Дискографія
- 1989 - Geltoni Krantai (Жовті береги) (MC)
- 1990 - Žodžiai Į Tylą (Слова у тиші) (LP, MC)
- 1991 - Gali Skambėti Keistai (Це може здатися дивним) (LP, CD, MC) - це перший CD, виданий у Литві
- 1992 - Kitoks Pasaulis (Інший світ) (LP, CD, MC)
- 1993 - Vandenyje (Під водою) (LP, CD, MC)
- 1994 - Tikras Garsas (Справжній звук) (MC)
- 1994 - M-1 (dancemixes) (CD, MC)
- 1994 - As Cia Esu|Aš Čia Esu (Я - тут) (MC)
- 1994 - Aš Čia Esu (LP Picture Disc)
- 1995 - Kai Perplauksi Upę (Коли ти будеш пливти через ріку) (CD, MC)
- 1995 - Live On The Air (MC)
- 1996 - 1982 (MC, CD)
- 1997 - The Flowing River EP (CD)
- 1997 - Mokykla (Школа) (MC)
- 1999 - Vilnius - Kaunas - Klaipėda (CD, MC)
- 2002 - Paveikslas (Картина) (CD, MC)
- 2006 - Kita Paveikslo Pusė (The Picture's Other Side) (CD)

## Виноски
1. ↑  Foje official website. Архів оригіналу за 14 травня 2021. Процитовано 16 серпня 2012. [Архівовано 2021-05-14 у Wayback Machine.]
2. ↑  "Radiocentras" išdalino apdovanojimus[недоступне посилання], Baltic News Service